# Šidebala
Šidebala (mongolsky Шидэбал, čínsky pchin-jinem Shuòdébālá, znaky 硕德八剌, 22. února 1303 – 4. září 1323), byl od roku 1320 císařem říše Jüan a velikým chánem mongolské říše s titulem Gegeen-chán (mongolsky Гэгээн хаан).
V prvních letech jeho krátkého panování dominovala dvoru chungiratská frakce. Po úmrtí babičky císaře Targi a Temüdera, stojícího v čele vlády, na podzim 1322 získal císař volnost k realizaci své politiky, správních reforem založených na konfuciánských principech. Nicméně zbytky Temüderových stoupenců se spojily s alanskou gardou a roku 1323 při „puči v Nan-po“ císaře zavraždili.

## Mládí
Šidebala byl nejstarší syn císaře Ajurbarwady a Radnaširi z mongolského kmene Chongiratů. Ajurbarwada se roku 1307 stal následníkem svého staršího bratra Chajsana za slib, že svým následníkem jmenuje Chajsanova syna. Ale po Chajsanově smrti roku 1307 a Ajurbarwadově nástupu na trůn následník nebyl jmenován až do roku 1316, kdy Ajurbarwadova vlivná matka Targi prosadila Šidebalovo povýšení na korunního prince. Stoupenci Chajsanovy linie byli mezitím spolehlivě potlačeni a Chajsanova staršího syna Chošilu předešlého roku císař odeslal, s titulem knížete z Čou, z hlavního města do jeho údělu.
Povýšení Šidebaly bylo v zájmu chongiratské dvorské frakce. Jak Targi, tak Šidebalova matka Radnaširi patřily totiž ke kmeni Chongitatů. Mladý korunní princ se příští rok stal hlavou ústředního sekretariátu i výboru pro vojenské záležitosti, byť vzhledem k jeho věku obě funkce zastával jen formálně. Targin stoupenec Temüder, který v hodnosti hlavního poradce zprava do roku 1317 vedl ústřední sekretariát, byl po svém odvolání jmenován Šidebalovým vychovatelem.

## Vláda
Ajurbarwada zemřel 1. března 1320. Šidebala se bez problému stal císařem a velikých chánem 19. dubna 1320. Neprodleně po Ajurbarwadově smrti Targi dosadila Temüdera zpět na místo hlavní poradce zprava ústředního sekratariátu, tedy do čela vlády, a převzala řízení politiky státu do vlastních rukou. Až do své smrti v říjnu 1322 měl Temüder, s plnou podporou Targi, velkou moc. Po návratu k moci Temüder důležité pozice obsadil svými stoupenci a příbuznými, jeho odpůrci přišli o posty, v některých případech i o hlavu.
Přes své mládí se Šidebala od počátků své vlády snažil prosadit proti klice Targi–Temüder. Aby omezil jejich vliv, jmenoval v létě 1320 Temüderovým zástupcem (hlavním poradcem zleva) dvaadvacetiletého Bajdžua, potomka významného rodu z mongolského kmene Džalajrů. Bajdžu byl muž pevného charakteru, který se stal ve vládě císařovou protiváhou Temüdera. Jako potomek Čingischánova generála Muqaliho měl sympatie mongolské elity, a jako vnuk Chubilajova ministra An-tchunga i díky konfuciánské výchově navázal úzké vztahy s čínskými hodnostáři.
Vztahy chongitarské kliky a císaře se vyhrotily už po dvou měsících vlády, když bylo odhaleno spiknutí mající za cíl dosazení na trůn císařova mladšího bratra Udus Buky. Třebaže Bajdžu navrhoval popravu spiklenců, vesměs straníků Targi a Temüdera, císař se omezil na konfiskaci jejich majetku.
Šidebala rychle získal stoupence mezi čínskými konfuciánskými učenci, zejména pokud oponovali Temüderově politice. Měl k tomu dobré předpoklady, byl, stejně jako jeho otec, dobře obeznámen s čínskou vzdělaností, schopen citovat tchangskou poezii. Současníci uznávali i jeho dovednosti v kaligrafii.
Vedle konfuciánství byl císař zbožným buddhistou a nelitoval výdajů na podporu buddhistické víry. Přikázal v každé prefektuře postavit buddhistický chrám na počest Chubilajova oblíbence, lámy Phagpy, přičemž chrámy měly být větší než jejich Konfuciovy protějšky. Největší z nich budovaly desetitisíce pracovníků v horách na západ od Chánbalyku. Chrám byl císař rozhodnut postavit za každou cenu, dokonce i popravil úředníky cenzorátu oponující stavbě. Na druhé straně muslimové byli za jeho vlády některými zákony poškozeni. Jejich chrám v Šang-tu musel ustoupit buddhistickému, vláda zakázala nákup otroků v Mongolsku a jejich prodej v Číně a omezila jejich daňové výjimky.
Rostoucí Bajdžuův vliv Temüdera znepokojil, nicméně ho nedokázal potlačit a nakonec v říjnu 1322 zemřel. O měsíc později zemřela i Targi. Bez Targi a Temüdera císař uchopil moc pevně do svých rukou. Bajdžu získal Temüderovu funkci, stoupenci chongiratské frakce byli obviněni ze zneužití pravomoci a korupce a ztratili místa ve vládě. Temüderův syn byl popraven, jeho majetek zkonfiskován. Počet úřednických míst byl snížen na úroveň Chubilajovy éry, přičemž propouštění se dotklo především Temüderovy kliky. Odpor proti moci císařovny vdovy sílil s růstem vlivu čínské kultury u dvora, působnost a svobody žen v Číně byly totiž proti kočovnickým společnostem výrazně omezenější.
Poté, co se stal vlastním pánem, obrátil se Šidebala a Bajdžu k pročínské politice. Na úřední místa i do akademie Chan-lin jmenovali množství čínských konfuciánů, řada kterých sloužila už Ajurbarwadovi, ale rezignovala po příchodu Temüdera k moci. Nejvýznamnější z nich byl zkušený administrátor Čang Kuej, nyní pomocník Bajdžua v ústředním sekretariátu.
Dokončena byla revize zákonodárství, zahájená Ajurbarwadou, jejímž cílem byla racionalizace státní správy a zlepšení soudnictví. Roku 1323 byl pod názvem Ta Jüan tchung-č' (大元通制) publikován soubor platných zákonů a nařízení.
Na poli státních příjmů vláda částečně ulehčila zatížení drobných rolníků. Rovněž nařídila z pozemků každého vlastníka vyčlenit část, jejíž výnosy měly hradit náklady na pracovní povinnost. Od drobných rolníků nebyl tento příspěvek požadován. //

## Smrt, význam
Šidebalova vláda a život náhle skončily 4. září 1323, při puči v Nan-po. Spiknutí vzniklo mezi bývalými Temüderovými stoupenci, rozhněvanými ztrátou vlivu a moci. V jeho čele stál Tegši, Temüderův adoptovaný syn, ale současně blízký císařův příbuzný.
Tegši pocházel z mongolského kmene Ikeresů, byl synem dcery císaře Temüra a bratrem Sugabaly, císařovy manželky. V čistkách po Temüderově smrti se zapletl do korupčního skandálu, nicméně příbuzenský vztah k císaři mu zaručil beztrestnost. Kromě některých bývalých i současných vysoce postavených úředníků se k Tegšimu připojilo pět knížat z Čingisova rodu. Antipatie knížat vyvolal císař svoji politikou snižování jejich penzí vyplácených ze státního rozpočtu a skoupým udělováním knížecích titulů.
Když se Šidebala na cestě z letního paláce v Šang-tu do Chánbalyku zastavil v Nan-po (místě třicet li, tedy 16,5 km, jižně od Šang-tu), oddíl alanské gardy v čele s Tegšim zaútočil na císařský tábor a zavraždil císaře i Bajdžua. Poté Tegši vyzval Jesün Temüra, který spravoval Mongolsko, k nástupu na trůn. Jesün Temür souhlasil, obával se však závislosti na vrazích a proto pobil Tegšiho i s jeho společníky ještě předtím, než vstoupil do Chánbalyku.
Šidebala byl čínskými historiky tradičně hodnocen kladně, stejně jako jeho otec. Důvodem byla jeho politika – transformace jüanského státu podle čínských vzorů do centralizovanější a byrokratičtější podoby a podpora čínské kultury za pomoci sinizovaných Mongolů a čínských konfuciánů. Vražda Šidebaly a nástup Jesün Temüra, dosud spravujícího Mongolsko a spjatého s mongolskými konzervativci, je proto chápána jako projev boje mezi pročínským a mongolským konzervativním směrem jüanské politiky.